# Ентерпрајз (Канзас)
Ентерпрајз (енгл. Enterprise) град је у америчкој савезној држави Канзас.

## Демографија
По попису из 2010. године број становника је 855, што је 19 (2,3%) становника више него 2000. године.
| Група             | 2000.       | 2010.       |
| Белци             | 805 (96,3%) | 786 (91,9%) |
| Афроамериканци    | 2 (0,2%)    | 8 (0,9%)    |
| Азијати           | 1 (0,1%)    | 3 (0,4%)    |
| Хиспаноамериканци | 7 (0,8%)    | 35 (4,1%)   |
| Укупно            | 836         | 855         |